# Everywhere at the End of Time
Everywhere at the End of Time é a décima-primeira gravação do The Caretaker, um pseudônimo do músico eletrônico inglês Leyland Kirby. Lançado de 2016 a 2019, seus seis álbuns de estúdio retratam os estágios do mal de Alzheimer ao degradar loops de jazz dos anos 20. Inspirado pelo sucesso de An Empty Bliss Beyond This World (2011), Kirby decidiu criar Everywhere como seu último trabalho sob o projeto. Ele produziu os álbuns em Cracóvia por períodos de seis meses para "dar uma sensanção do tempo passar", usando arte abstrata do seu amigo Ivan Seal. O estilo da série atraiu comparações ao compositor William Basinski e ao músico Burial, com os estágios finais sendo influenciados pelo vanguardista John Cage.
Caracterizados por noise, os três últimos estágios departam dos antigos trabalhos ambientes de Kirby, apesar dos três primeiros serem similares ao An Empty Bliss. A edição completa resulta em um trabalho de seis horas que apresenta música com uma variedade de emoções. Esta retrata a disordem e morte do paciente, seus sentimentos, e o fenômeno de lucidez terminal. Para promover a série, Kirby fez uma parceria com o artista visual "Weirdcore" para videoclipes. Inicialmente ele pensou em não criar Everywhere, expressando preocupação sobre se a séria seria uma ideia pretensiosa. As capas dos álbuns receberam cobertura de uma exposição artística com o mesmo nome do Everywhere, an Empty Bliss (2019), uma compilação de trabalho descartado.
A série recebeu positividade aumentada por parte de críticos conforme cada estágio era lançado. Eles se sentiam emocionais sobre a edição completa, dado sua longa duração e ambicioso conceito. Considerado o magnum opus de Kirby, Everywhere at the End of Time é o lançamento dark ambient mais vendido no Bandcamp. O disco é considerado por críticos e ouvintes como emocional, com alguns o chamando um álbum sombrio. Devido ao seu retrato da demência, o álbum virou um fenômeno da Internet em 2020, aparecendo em muitos vídeos do TikTok como um desafio para escutar suas seis horas e meia. Cuidadores de pessoas com demência adicionalmente elogiaram os álbuns devido a produzirem uma empatia num público mais jovem.

## Recepção crítica
| Críticas profissionais | Críticas profissionais                                    |
| Avaliações da crítica  | Avaliações da crítica                                     |
| Fonte                  | Avaliação                                                 |
| ---------------------- | --------------------------------------------------------- |
| Ondarock [it]          | 7/10 (Stage 1) 8/10 (Stage 6)                             |
| Pitchfork              | 7.3/10 (Stage 1) 7.9/10 (Stage 4)                         |
| Resident Advisor       | 4.3/5 (Stage 6)                                           |
| Tiny Mix Tapes         | (Stage 1) · (Stage 2) · (Stage 4) · (Stage 5) · (Stage 6) |

Everywhere at the End of Time recebeu uma recepção cada vez mais positiva à medida que progredia, com Kirby expandindo os temas de An Empty Bliss. Em março de 2021, o álbum se tornou o mais vendido do website Boomkat, a plataforma que Kirby usa para seus lançamentos físicos. Naquele mês, Everywhere também foi o disco dark ambient mais vendido do Bandcamp. Inicialmente, no que ele chamou da "cultura atual de reação instantânea", Kirby esperava que o público dissesse "é a mesma coisa, ele está só repetindo partes de discos big band". Ele se opôs a essas opiniões esperadas; ao lançar o Estágio 1, Kirby disse "essas partes foram repetidas por um motivo específico [...] que ficará claro no fim da linha."
Os primeiros três estágios foram criticados por websites musicais devido à sua representação da demência. O colaborador da Pitchfork Brian Howe expressou preocupação de que o primeiro estágio pode ser uma visão romantizada, se não exploradora, de uma doença mental. Ele achou a descrição de Kirby imprecisa; o escritor experienciou sua avó "sucumbir a isso por uma década antes de morrer, e foi muito pouco como um 'lindo devaneio.' Na verdade, não havia nada lindo sobre isso." Pat Beane, um escritor da  Tiny Mix Tapes , considerou o Estágio 1 "o mais agradável" disco de the Caretaker, embora Falisi considerasse o  Estágio 2  nem como "decadência ou beleza", "diagnóstico ou cura." Em 2021, Hazelwood descreveu o Estágio 3 de Everywhere como o "saco de truques" padrão de Kirby, mas argumentou que estes "são essenciais para a jornada"; o crítico seguiu chamando os três primeiros estágios de "facilmente digeríveis", chamando a percepção de tempo de alguém com eles "tão rápido. Quase muito rápido". Na opinião de Hazelwood, "sem esses estágios e seus confortos, a transição para o Estágio 4 não teria o esmagador impacto que tem."
A descrição da demência nos últimos três estágios foi descrita por vários críticos como melhor, embora alguns escritores sentiram que isto não era o caso. Bowe, por exemplo, descreveu o Estágio 4 como evitando "um risco de romantização pálida", e Goldner sentiu que o disco havia "quebrado o loop", embora acrescentando que "Estado Temporário de Felicidade" não é a "real demência". Falisi, escrevendo sobre Goldner, criticou o Estágio 5, considerando que o ciclo estava "desenrolando (indefinidamente) os cabrestantes e empilhando até que novas formas se formem." Ele descreveu o som do álbum como "o estrangulamento da ausência" e argumentou: "Se a coisa se foi, por que eu ainda a sinto?". O Estágio 6 recebeu mais elogios; comentários variavam de "uma descida mental reproduzida em agonizante câmera lenta", a "algo extra-ambiente cujas dores são as do cosmos."
Os críticos também comentaram sobre os sentimentos transmitidos pela edição completa, com escritores como Dave Gurney da Tiny Mix Tapes citando-a como perturbadora. De forma mais geral, houve a afirmação de que o álbum é deprimente, com Hazelwood dizendo que "A música de Everywhere fica com você, suas melodias assombradoras e contagiantes." Luka Vukos, em seu artigo para o blog HeadStuff, argumentou que a "máquina de empatia" da série "não é caracterizada por palavras", e que sua aclamação "reside no casamento do [disco de vinil] com os modos mais contemporâneos de recall e manipulação digital." Tendo escrito sobre algumas das músicas anteriores de the Caretaker, Reynolds disse que o pseudônimo de "O Zelador" poderia também ter o nome de "The Caregiver ["O Cuidador"], pois neste projeto ele se assemelha a uma enfermeira sônica em um hospício para doentes terminais." Na opinião de Reynolds, "os títulos são de partir o coração e muitas vezes descrevem a música de forma mais eficaz do que o crítico jamais poderia fazer."

### Prêmios
Everywhere at End of Time apareceu mais nas listas de final de ano do The Quietus e da Tiny Mix Tapes. Com exceção do Estágio 3, a Tiny Mix Tapes revisou cada álbum e deu o prêmio "EUREKA!" ao primeiro, quarto e sexto estágios. O elogio é dado a álbuns que exploram os limites do barulho e da música, e que são "dignos de consideração cuidadosa". A Resident Advisor incluiu o Estágio 6 em sua lista dos "Melhores Álbuns de 2019". A contribuidora do The Quietus Maria Perevedentseva escolheu "We Don't Have Many Days" como uma das melhores faixas em 2016; o Estágio 5 seria mais tarde incluído na lista do website das melhores músicas de setembro de 2018. O Estágio 6 foi posteriormente nomeado a "Resenha da Semana" do site e o melhor lançamento miscelâneo de música em 2019.
| Álbum        | Ano  | Publicação      | Lista           | Posição | Ref.   |
| ------------ | ---- | --------------- | --------------- | ------- | ------ |
| Estágio 1    | 2016 | The Quietus     | Fim de ano      | 16      | [ 25 ] |
| Estágio 1    | 2016 | Tiny Mix Tapes  | Fim de ano      | 35      | [ 26 ] |
| Estágio 2    | 2017 | The Quietus     | Fim de semestre | 88      | [ 27 ] |
| Estágio 3    | 2017 | The Quietus     | Fim de ano      | 39      | [ 28 ] |
| Estágio 4    | 2018 | Tiny Mix Tapes  | Fim de ano      | 26      | [ 29 ] |
| Estágio 4    | 2018 | The Quietus     | Fim de semestre | 37      | [ 30 ] |
| Estágio 5    | 2018 | The Quietus     | Fim de ano      | 45      | [ 31 ] |
| Estágio 6    | 2019 | The Quietus     | Fim de semestre | 59      | [ 32 ] |
| Estágio 6    | 2019 | Obscure Sound   | Fim de ano      | 19      | [ 33 ] |
| Estágio 6    | 2019 | Ondarock [it]   | Fim de ano      | 38      | [ 34 ] |
| Estágios 1–6 | 2019 | A Closer Listen | Fim de década   | 4       | [ 35 ] |
| Estágios 1–6 | 2019 | Tiny Mix Tapes  | Fim de década   | 41      | [ 18 ] |
| Estágios 1–6 | 2019 | Ondarock        | Fim de década   | 42      | [ 36 ] |
| Estágios 4–6 | 2019 | The Wire        | Fim de ano      | 35      | [ 37 ] |

## Impacto e popularidade
Vários críticos consideraram Everywhere at the End of Time um dos melhores lançamentos musicais dos anos 2010; alguns deles elogiaram a série como o magnum opus de Kirby. O Estágio 6 era frequentemente descrito com aclamação adicional, sendo identificado como uma "obra de arte sônica de cair o queixo" com "uma força única". Um escritor destacou os dois penúltimos estágios, os mais voltados para música ambiente, como fazendo com que os ouvintes reflitam sobre a sensação de ter demência. Conceitualmente, Everywhere recebeu aclamação universal: o retrato do Alzheimer foi descrito pela The Vinyl Factory como "notavelmente emotivo" e pelo Corey Seymour da Vogue "transformador de vida", com um escritor da Tiny Mix Tapes atribuindo isso ao Estágio 6 "tornando-se totalmente sentimental em seus minutos finais". Inspirado no pseudônimo de the Caretaker, o álbum de 100 faixas chamado Memories Overlooked foi lançado em 2017 por vários músicos da comunidade vaporwave, alguns dos quais tinham parentes mais velhos que sofriam de demência.

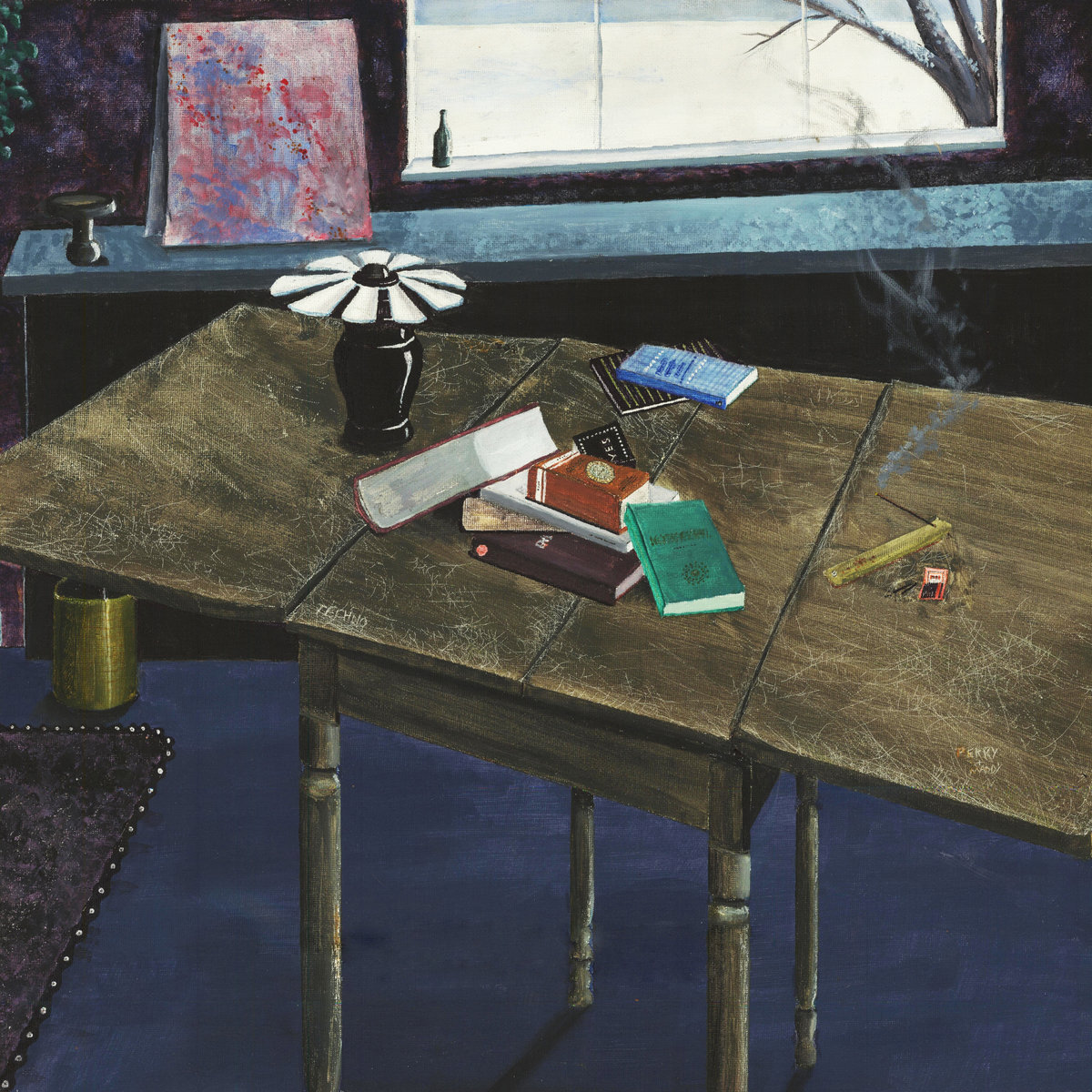
A capa do álbum Memories Overlooked, um disco criado em 2017 por vários músicos do gênero vaporwave. Alguns deles tiveram experiências com familiares que eram pacientes de Alzheimer.

Em 2020, usuários do TikTok transformaram o álbum em um desafio, ou "challenge", devido ao seu conceito relacionado à demência. Kirby afirmou que sabia do fenômeno ao notar um crescimento exponencial de visualizações no vídeo de Everywhere no YouTube; apenas 12% dessas vieram do algoritmo da plataforma, enquanto pesquisas diretas representaram mais de 50%. Em um vídeo que alguns escritores supuseram ser a causa da popularidade de Everywhere, um YouTuber chamou a série "O Álbum Mais Sombrio que Eu Já Escutei". O presidente da instituição Dementia Care Education, Brian Browne, elogiou a atenção dada à série. Ele disse que é "uma coisa muito bem-vinda, porque produz a empatia necessária." Seguindo sua popularidade, a série apareceu frequentemente nas recomendações de música ambiente do Bandcamp, algo que Arielle Gordon da publicação Bandcamp Daily atribuiu à deterioração dos estágios.
Haviam também creepypastas da série compartilhadas no TikTok, incluindo afirmações de que o lançamento cura pacientes. Isso desencadeou reações negativas de outras pessoas, as quais achavam que isso transformaria a série em um meme, ofendendo assim os pacientes. No entanto, Kirby não achou que o desafio fosse ofensivo para o processo de Alzheimer. Ele expressou o desejo de ser autêntico enquanto a popularidade do álbum continuava. Everywhere foi mais tarde chamado pelo TikTok uma descoberta de nicho e um "sucesso inesperado" em um relatório para a Variety. Ultimamente, Kirby viu a série como dando a adolescentes "uma compreensão dos sintomas que uma pessoa com demência pode enfrentar." Ele acredita que a série também deu a alguns a visão de que "a música pode ser uma experiência" que vai mais longe do que é "manufaturado e bombardeado" a eles.

## Lista de faixas
Adaptado do Bandcamp. Durações totais adaptadas dos vídeos oficiais para os Estágios 1–3, Estágios 4–6, e dos Estágios 1–6.
| Estágio 1      |                                                                                         |         |  |
| N.º            | Título                                                                                  | Duração |  |
| 1.             | "A1 – It's Just a Burning Memory" ("É Só uma Memória Em Chamas")                        | 3:32    |  |
| 2.             | "A2 – We Don't Have Many Days" ("Nós Não Temos Muitos Dias")                            | 3:30    |  |
| 3.             | "A3 – Late Afternoon Drifting" ("À Deriva no Final da Tarde")                           | 3:35    |  |
| 4.             | "A4 – Childishly Fresh Eyes" ("Olhos Infantilmente Jovens")                             | 2:58    |  |
| 5.             | "A5 – Slightly Bewildered" ("Levemente Confuso")                                        | 2:01    |  |
| 6.             | "A6 – Things That Are Beautiful and Transient" ("Coisas Que São Lindas e Transitórias") | 4:34    |  |
| 7.             | "B1 – All That Follows Is True" ("Tudo Que Segue É Verdade")                            | 3:31    |  |
| 8.             | "B2 – An Autumnal Equinox" ("Um Equinócio de Outono")                                   | 2:46    |  |
| 9.             | "B3 – Quiet Internal Rebellions" ("Quietas Rebeliões Internas")                         | 3:30    |  |
| 10.            | "B4 – The Loves of My Entire Life" ("Os Amores da Minha Vida Inteira")                  | 4:04    |  |
| 11.            | "B5 – Into Each Others Eyes" ("Nos Olhos Um do Outro")                                  | 4:36    |  |
| 12.            | "B6 – My Heart Will Stop in Joy" ("Meu Coração Vai Parar de Alegria")                   | 2:41    |  |
| Duração total: | Duração total:                                                                          | 41:23   |  |

| Estágio 2      |                                                                                            |         |  |
| N.º            | Título                                                                                     | Duração |  |
| 1.             | "C1 – A Losing Battle Is Raging" ("Uma Batalha Perdida Está Cravada)                       | 4:37    |  |
| 2.             | "C2 – Misplaced in Time" ("Perdido no Tempo")                                              | 4:42    |  |
| 3.             | "C3 – What Does It Matter How My Heart Breaks" ("O que Importa Como Meu Coração se Parte") | 2:37    |  |
| 4.             | "C4 – Glimpses of Hope in Trying Times" ("Deslumbres de Esperança em Tempos Difíceis")     | 4:43    |  |
| 5.             | "C5 – Surrendering to Despair" ("Se Rendendo ao Desespero")                                | 5:03    |  |
| 6.             | "D1 – I Still Feel As Though I Am Me" ("Eu Ainda Me Sinto Como Eu Mesmo")                  | 4:07    |  |
| 7.             | "D2 – Quiet Dusk Coming Early" ("Quieta Escuridão Chegando Cedo")                          | 3:36    |  |
| 8.             | "D3 – Last Moments of Pure Recall" ("Últimos Momentos de Pura Recordação")                 | 3:52    |  |
| 9.             | "D4 – Denial Unravelling" ("Negação a se Desenrolar")                                      | 4:16    |  |
| 10.            | "D5 – The Way Ahead Feels Lonely" ("O Caminho à Frente Parece Solitário")                  | 4:15    |  |
| Duração total: | Duração total:                                                                             | 41:54   |  |

| Estágio 3      | |         |  |
| N.º            | Título | Duração |  |
| 1.             | "E1 – Back There Benjamin" ("Lá Atrás Benjamin") | 4:14    |  |
| 2.             | "E2 – And Heart Breaks" ("E o Coração se Parte") | 4:05    |  |
| 3.             | "E3 – Hidden Sea Buried Deep" ("Escondido Mar Enterrado Profundo")                                                                                  | 1:20    |  |
| 4.             | "E4 – Libet's All Joyful Camaraderie" ("A Camaradagem Toda Alegre de Libet")                                                                        | 3:12    |  |
| 5.             | "E5 – To the Minimal Great Hidden" ("Para o Mínimo Grande Escondido")                                                                               | 1:41    |  |
| 6.             | "E6 – Sublime Beyond Loss" ("Sublime Além da Perda")                                                                                                | 2:10    |  |
| 7.             | "E7 – Bewildered in Other Eyes" ("Confuso em Outros Olhos")                                                                                         | 1:51    |  |
| 8.             | "E8 – Long Term Dusk Glimpses" ("Deslumbres de Escuridão a Longo Prazo")                                                                            | 3:33    |  |
| 9.             | "F1 – Gradations of Arms Length" ("Gradações a Comprimento de Braços")                                                                              | 1:31    |  |
| 10.            | "F2 – Drifting Time Misplaced" ("Tempo Perdido à Deriva", intitulado "Drifting Time Replaced" ["Substituído"] no vídeo do YouTube para o Estágio 3) | 4:15    |  |
| 11.            | "F3 – Internal Bewildered World" ("Confuso Mundo Interno")                                                                                          | 3:29    |  |
| 12.            | "F4 – Burning Despair Does Ache" ("O Desespero Ardente Dói Sim")                                                                                    | 2:37    |  |
| 13.            | "F5 – Aching Cavern Without Lucidity" ("Doída Caverna Sem Lucidez")                                                                                 | 1:19    |  |
| 14.            | "F6 – An Empty Bliss Beyond This World" ("Uma Felicidade Vazia Além Desse Mundo")                                                                   | 3:36    |  |
| 15.            | "F7 – Libet Delay" ("Atraso Libet") | 3:57    |  |
| 16.            | "F8 – Mournful Cameraderie" ("Cameradagem Triste")                                                                                                  | 2:39    |  |
| Duração total: | Duração total: | 45:35   |  |

| Estágio 4      |                                                                  |         |  |
| N.º            | Título                                                           | Duração |  |
| 1.             | "G1 – Post Awareness Confusions" ("Confusões Pós Consciência")   | 22:09   |  |
| 2.             | "H1 – Post Awareness Confusions" ("Confusões Pós Consciência")   | 21:53   |  |
| 3.             | "I1 – Temporary Bliss State" ("Estado Temporário de Felicidade") | 21:01   |  |
| 4.             | "J1 – Post Awareness Confusions" ("Confusões Pós Consciência")   | 22:16   |  |
| Duração total: | Duração total:                                                   | 1:27:20 |  |

| Estágio 5      |                                                                                            |         |  |
| N.º            | Título                                                                                     | Duração |  |
| 1.             | "K1 – Advanced Plaque Entanglements" ("Entrelaçamentos Avançados de Placa")                | 22:35   |  |
| 2.             | "L1 – Advanced Plaque Entanglements" ("Entrelaçamentos Avançados de Placa")                | 22:48   |  |
| 3.             | "M1 – Synapse Retrogenesis" ("Retrogênesis de Sinapse")                                    | 20:48   |  |
| 4.             | "N1 – Sudden Time Regression into Isolation" ("Súbita Regressão Temporal para a Isolação") | 22:08   |  |
| Duração total: | Duração total:                                                                             | 1:28:20 |  |

| Estágio 6      | |         |  |
| N.º            | Título | Duração |  |
| 1.             | "O1 – A Confusion So Thick You Forget Forgetting" ("Uma Confusão Tão Densa que Você se Esquece de Esquecer") | 21:52   |  |
| 2.             | "P1 – A Brutal Bliss Beyond This Empty Defeat" ("Uma Felicidade Brutal Além Desta Derrota Vazia")            | 21:36   |  |
| 3.             | "Q1 – Long Decline Is Over" ("Longo Declínio Está Acabado")                                                  | 21:09   |  |
| 4.             | "R1 – Place in the World Fades Away" ("Lugar no Mundo Desaparece")                                           | 21:19   |  |
| Duração total: | Duração total:                                                                                               | 1:25:57 |  |

## Créditos
Adaptado do YouTube.
- Leyland Kirby – produtor
- Ivan Seal – arte das capas
- "Lupo" – masterização

## Histórico de lançamento
Todos lançados mundialmente pela gravadora History Always Favours the Winners [História Sempre Favorece os Vencedores].
| Data     | Formato                    | Catálogo           | Ref.   |
| -------- | -------------------------- | ------------------ | ------ |
| 12/10/17 | CD triplo download digital | HAFTWCD0103        | [ 64 ] |
| 07/04/19 | LP triplo                  | HAFTW025026027-SET | [ 65 ] |
| 11/02/21 | LP triplo                  | HAFTW025026027-SET | [ 66 ] |
| 21/05/21 | LP triplo                  | HAFTW025026027-SET | [ 67 ] |

| Data     | Formato                       | Catálogo           | Ref.   |
| -------- | ----------------------------- | ------------------ | ------ |
| 14/03/19 | CD quádruplo download digital | HAFTWCD0406        | [ 68 ] |
| 23/09/20 | CD quádruplo download digital | HAFTWCD0406        | [ 69 ] |
| 14/03/19 | LP sêxtuplo                   | HAFTW028029030-SET | [ 70 ] |
| 07/04/19 | LP sêxtuplo                   | HAFTW028029030-SET | [ 71 ] |
| 25/02/21 | LP sêxtuplo                   | HAFTW028029030-SET | [ 72 ] |
| 28/05/21 | LP sêxtuplo                   | HAFTW028029030-SET | [ 73 ] |